# Леонідов Борис Леонідович
Леонідов Борис Леонідович — російський і радянський сценарист.

## З життєпису
Народився 4 січня 1892 р. у м. Хорол Полтавської області. Закінчив Вищі військово-академічні курси. Був штатним сценаристом кінофабрики «Держкіно», завідував літературною частиною 1-ї Держкінофабрики. Брав участь у діяльності Асоціації революційної кінематографії (АРК), організував у 1925 р. сценарну майстерню.
Автор сценаріїв українських фільмів: «Мир хатам, війна палацам» (1919, у співавт. з Л. Нікуліним, реж. М. Бонч-Томашевський), «На допомогу Червоному Харкову» (1919, док. фільм). 
В останні роки життя працював у галузі театральної драматургії.
Нагороджений орденом Трудового Червоного Прапора, медалями.
Був членом Спілки письменників Росії.
Помер 23 червня 1958 р. 

## Фільмографія
Сценарист:
- «Мир хатам, війна палацам» (1919, к/м, у співавт.)
- «На допомогу Червоному Харкову» (1919, док. фільм)
- «Червоні партизани» (1924)
- «Золотий запас» (1925)
- «Єврейське щастя» (1925, у співавт.)
- «У червоному кільці» (1926)
- «Катерина Ізмайлова» (1926)
- «Катька — паперовий ранет» (1926, у співавт.)
- «Бухта смерті» (1926, у співавт.)
- «Паризький швець» (1927, у співавт.)
- «Сорок перший» (1927, у співавт.)
- «Леон Кутюр’є» (1927, у співавт.)
- «Будинок в заметах» (1928)
- «В останню годину» (1929)
- «Її право» (1931)